# Збигњев Боњек
Збигњев Казимјеж Боњек (пољ. Zbigniew Kazimierz Boniek; Бидгошч, 3. март 1956) је бивши пољски фудбалер. Учествовао је на Светским првенствима 1978, 1982. и 1986. Сматра се да је он најзаслужнији што је његова репрезентација 1982. освојила треће место. Године 2004. Пеле га је убројио као јединог Пољака у листу 125 најбољих живих фудбалера света.

## Биографија
Од 1966. до 1975. играо је за Завишу из Бидгошча, а касније за Виђев из Лођа. Одатле је 1982. прешао у Јувентус из Торина. У својој првој сезони играња за Јувентус играо је у полуфиналу купа европских шампиона против свог старог клуба Виђева. Јувентус је победио резултатом 2:0 и 2:2, али је изгубио у финалу против Хамбургера резултатом 0:1.
Са Јувентусом је освојио Куп европских шампиона 1985. Та утакмица против Ливерпула је остала у сенци трагедије на стадиону Хејсел у којој је погинуло 39 људи.
Боњек је окончао активну каријеру 1988. у Роми.
Тренерску школу завршио је у Италији. Био је тренер италијанских клубова Авелина, Барија и Лечеа. Од јула до децембра 2002. био је тренер пољске репрезентације. Од 2006. до 2007. био је сувласник Виђева из Лођа.
Боњек је 26. октобра 2012. године изабран за председника Фудбалског савеза Пољске. На том месту је заменио Грегоржа Лата (пољ. Grzegorz Lato), који је често био критикован због лоших резултата фудбалске репрезентације Пољске, умешаности у корупцију и неуспеха у борби против хулигана

## Успеси

### Виђев
- Првенство Пољске (2) : 1980/81. и 1981/82.

### Јувентус
- Првенство Италије (1) : 1983/84.
- Куп Италије (1) : 1982/83.
- Куп шампиона (1) : 1984/85. (финале 1982/83.)
- Куп победника купова (1) : 1983/84.
- Суперкуп Европе (1) : 1984/85.

### Рома
- Куп Италије (1) : 1985/86.